# Hodinky po tátovi
Hodinky po tátovi (v anglickém originále A Father's Watch) jsou 18. díl 28. řady (celkem 614.) amerického animovaného seriálu Simpsonovi. Scénář napsal Simon Rich a díl režíroval Bob Anderson. V USA měl premiéru dne 19. března 2017 na stanici Fox Broadcasting Company a v Česku byl poprvé vysílán 29. září 2017 na stanici Prima Cool.

## Děj
Dva nedávno zemřelí žabáci se setkají v žabím nebi. Žabák George tvrdí, že je rád za způsob, kterým zemřel – na hodině biologie pitvá jeho tělo Bart. Zanedlouho jsou však oba zděšeni, když Bart zohaví Georgeovo tělo. Marge je nešťastná z Bartova špatného vysvědčení, pozve tedy do Springfieldu odbornici na výchovu dr. Clarity Hoffman-Rothovou, která zde uspořádá přednášku. Na základě jejího doporučení dávat dětem poháry za splnění buď velmi jednoduchých úkolů, či dokonce za naprosté nicnedělání, si Homer otevře obchůdek s poháry a Bart mu s poháry dobrovolně pomáhá. Jakmile je však odhalena Bartova nekvalitní práce, se Homer naštve a sdělí Marge, jaký je jejich syn břídil a vždycky jím bude; netušil však, že skleslý Bart jej slyší.
Mezitím se Líza ohradí proti „kultuře pohárů“, protože podle ní nemá žádný smysl dávat dětem nezasloužené poháry. Bart navštíví dědu Abea a zjistí, že jeho otec (Bartův praděda) byl ve své době profesionální tyran dětí a předal Abeovi vzácné hodinky, které následně Abe věnuje Bartovi. Zanedlouho Líza změní veřejně mínění tím, že do Springfieldu pozve jiného odborníka, doktora Fentona Pooltoye, který tvrdí, že přílišná chvála vytváří mileniály. Pooltoy je mj. proti nezaslouženým pohárům; jeho názor rodiče ve Springfieldu přijmou. Lízin plán se však zvrtne, protože Marge si vyložila přednášku příliš jednoduše a všechny Líziny poháry včetně těch zasloužených vyhodí.
Homerovo podnikání zkrachuje a šťastný Bart se mu pochlubí hodinkami od dědy, po kterých Homer vždy toužil a považoval je jako symbol Abeovy úcty, které se mu nikdy nedostalo. Později Bart v lese hodinky ztratí a při pokusu o jejich nalezení zraní Milhouse. Abe Bartovi sdělí, že budou na titulní stránce časopisu Vzpomínej, avšak Bart mu nechce přiznat pravdu i vzhledem k jeho zdravotnímu stavu.
Když Homer odnese neprodané poháry do zastavárny, najde ony hodinky, které Milhouse našel, ale protože byl naštvaný na Barta, dal je do zastavárny. Homer si je tedy koupí a má v plánu se Bartovi vysmát. Když ale vidí, že je Bart zlomený a uplakaný z jejich ztráty, je to Homerovi líto a hodinky synovi vrátí; Marge je spokojená s tímto Homerovým krokem. Poté, co se vyfotí pro časopis, Bart hodinky omylem rozbije a Abe jej škrtí.
Epizoda končí tím, že „kultura pohárů“ dosáhne svého vrcholu na draftu NBA, kde komisař Adam Silver oznámí, že byl vybrán kluk s největším počtem trofejí – Ralph Wiggum, což Lízu zklame. Homer pak při titulcích zpívá píseň „You're the Best Around“.

## Přijetí

### Sledovanost
Hodinky po tátovi sledovalo v premiérovém vysílání 2,4 milionu lidí s ratingem 1,0, čímž se staly nejsledovanějším pořadem toho večera na stanici Fox Broadcasting Company.

### Kritika
Dennis Perkins z webu The A.V. Club ohodnotil díl známkou B+ a prohlásil: „Hodinky po tátovi neuvěřitelně spojují tři příběhové linky do jedné uspokojené epizody. Říkám ‚neuvěřitelně‘, protože tendence nových Simpsonových nacpat tři příběhové linky do jednoho neelegantního celku je stále jejich zarážející slabinou. Ale tady jsou Margina starost o Barta, Lízin plán, jak změnit názor rodičů na přehnané chválení a nezasloužené poháry, a Bartův vztah s dědečkem (umocněný darováním rodinného dědictví) pečlivě propojeny. Je to zásluha Simona Riche, který pro Simpsonovy psal poprvé a předtím se proslavil v pořadech Saturday Night Live a Muž hledá ženu. Důvtip jednotlivých dějových linií je založen na postavách, přičemž přichází se starými dobrými vtipy, a to jak v hlavní části epizody, tak i v detailech na jejím okraji… Ve všech aspektech Hodinek po tátovi je patrná pečlivost, která je velmi příjemná a milá.“
Tony Sokol, kritik Den of Geek, udělil epizodě tři hvězdičky z pěti a uvedl, že díl obsahuje dobré a velmi vtipné hlášky, které však nebyly tak časté jako v předchozích dílech řady. „Díl o pozitivním posilování sebevědomí však nepotřebuje až tolik hlášek, aby vynikla pointa. Stačí, když tu pointu vyřkne opakovaně. Nebo pomocí písně, jak to často dělá Homer,“ dodal Sokol.

### Ocenění
Simon Rich nominován za práci na tomto dílu na Cenu Sdružení amerických scenáristů za vynikající scénář k animovanému pořadu na 70. ročníku předávání těchto cen.